# Ulf Einarsson
Ulf Einarsson, född 27 juli 1981, är en svensk före detta bandyspelare som spelade som mittfältare. Einarsson är son till förre förbundskaptenen Curt Einarsson.
Einarsson började sin bandykarriär i Vetlanda BK. Han har därefter spelat några säsonger i BolticGöta. Säsongen 2005/2006 spelade Einarsson i VBK:s gula dress, där också hans två bröder Björn och Per spelade. Därefter bar det av till den ryska ligan.
Våren 2009 lämnade Einarsson ryska Raketa Kazan för Stockholmsklubben Hammarby IF, med vilken han tog SM-guld säsongen 2009/2010. Det var Hammarby IF:s första guld. I mars 2016 avslutade Einarsson sin bandykarriär. Under våren 2016 gjorde han comeback i Åby/Tjureda IF. Klubben blev mästare i Allsvenskan 2018/2019 och efter säsongen återvände Einarsson till Stockholm för att spela i GT/76.